# Générations Star Wars et Science Fiction
Vous lisez un « bon article » labellisé en 2014.
Générations Star Wars et Science Fiction, parfois abrégé Gen SW, est une convention de fans consacrée à l'univers Star Wars et à la science-fiction en général, mais également aux univers fantastiques et de fantasy, à la bande dessinée et aux comics. Elle est organisée une fois par an à Cusset dans l'Allier depuis 1999. L'entrée du salon est gratuite pour le public depuis la première édition.
Parmi ses invités les plus connus, on peut noter les acteurs Anthony Daniels, Peter Mayhew, Jake Lloyd et David Prowse, interprètes respectifs des personnages majeurs de la saga Star Wars que sont C-3PO, Chewbacca, Anakin Skywalker enfant et Dark Vador. Des auteurs de comics d'envergure internationale ainsi que plusieurs auteurs de livres spécialisés sur Star Wars ont également été présents lors de certaines éditions.
Soutenu par la ville de Cusset et le Conseil départemental de l'Allier, cet événement est organisé par l'association de fans Les Héritiers de la Force, dont c'est l'activité principale. Cette association n'étant pas affiliée à Lucasfilm Limited, la manifestation n'a pas de relation officielle avec la licence Star Wars.

## Historique

### Premières années
La manifestation est créée en 1999 et tire son nom d'un supplément du magazine l'Express consacré à la sortie de Star Wars, épisode I : La Menace fantôme. Organisée dans la ville de Cusset, la première édition a lieu le 10 octobre, uniquement dans la salle Isadora Duncan de l'espace Chambon, et enregistre cinq cent cinquante entrées. La seconde édition et toutes les suivantes se déroulent sur la totalité de l'espace. Dès les premières années, les associations francophones de fans de Star Wars sont invitées à venir présenter leurs activités au public.
Les trois premières éditions se déroulent en septembre durant un dimanche. En 2002, pour sa quatrième année, la convention est déplacée en mai afin de coïncider avec la sortie de Star Wars, épisode II : L'Attaque des clones. Après cette date, la convention a toujours eu lieu sur deux jours lors d'un week-end proche du 1er mai.

### Développement de la manifestation et format actuel
En 2003, l'association invite Jeremy Bulloch, l'interprète du chasseur de primes Boba Fett. Malgré cet invité, l'entrée à Générations Star Wars demeure gratuite. Depuis lors, un ou plusieurs interprètes de la saga Star Wars sont présents chaque année durant les deux jours de la convention. La seule exception est en 2007 où Kenny Baker doit annuler sa venue peu de temps avant la convention à la suite d'ennuis de santé.
En 2009, le dessinateur italien Davide Fabbri, auteur de plusieurs comics Star Wars chez Dark Horse Comics, est invité. Depuis, la manifestation accueille lors de chaque édition des auteurs de bandes dessinées, principalement grâce au soutien des éditions Delcourt, éditeur français des comics Dark Horse, pour ceux qui ont travaillé sur la saga. D'autres invités liés par leur travail à la saga Star Wars sont également conviés comme le photographe Cédric Delsaux, auteur d'une série de clichés mêlant personnages de la saga et environnement urbain contemporain.
En 2013, pour la quinzième édition, la surface de la manifestation s'agrandit avec une tente extérieure de 200 m2, dévolue aux animations. La salle Isadora Duncan qui avait auparavant ce rôle devient un autre espace d'exposition. La convention se déroule par la suite sur une surface totale de 1 200 m2, bar et esplanade extérieure non compris. La venue de personnalités et les diverses évolutions permettent à Générations Star Wars de se développer et d'attirer plus de public. En 2015, Les Héritiers de la Force ont annoncé avoir dépassé les 10 000 visiteurs.
En 2016, le format évolue encore puisque la convention investit le Centre Éric Tabarly, complexe associatif situé à seulement quelques pas de l’espace Chambon, en plus d'ajouter des tentes extérieures supplémentaires.

### Liste des invités
La présence d'invités est l'un des aspects majeurs du salon, en voici une liste non exhaustive.

#### Interprètes de la sagaStar Wars
| Noms                 | Venues à Gen SW | Venues à Gen SW | Apparitions dans la saga            | Apparitions dans la saga | Apparitions dans la saga | Apparitions dans la saga | Apparitions dans la saga | Apparitions dans la saga | Apparitions dans la saga | Apparitions dans la saga | Apparitions dans la saga | Apparitions dans la saga | Apparitions dans la saga | Apparitions dans la saga | Apparitions dans la saga |
| Noms                 | Première        | Autres          | Rôles                               | Ép. I                    | Ép. II                   | Ép. III                  | Solo                     | Rogue One                | Ép. IV                   | Ép. V                    | Ép. VI                   | Mando                    | Ép. VII                  | Ép. VIII                 | Ép. IX                   |
| -------------------- | --------------- | --------------- | ----------------------------------- | ------------------------ | ------------------------ | ------------------------ | ------------------------ | ------------------------ | ------------------------ | ------------------------ | ------------------------ | ------------------------ | ------------------------ | ------------------------ | ------------------------ |
| Jeremy Bulloch       | 2003            | 2014            | Boba Fett                           |                          |                          |                          |                          |                          |                          | X                        | X                        |                          |                          |                          |                          |
| Mike Edmonds         | 2004            |                 | Logray                              |                          |                          |                          |                          |                          |                          |                          | X                        |                          |                          |                          |                          |
| Garrick Hagon        | 2004            |                 | Biggs Darklighter                   |                          |                          |                          |                          |                          | X                        |                          |                          |                          |                          |                          |                          |
| Richard LeParmentier | 2005            | 2010            | Amiral Motti                        |                          |                          |                          |                          |                          | X                        |                          |                          |                          |                          |                          |                          |
| Anthony Daniels      | 2006            |                 | C-3PO                               | X                        | X                        | X                        |                          | X                        | X                        | X                        | X                        |                          | X                        | X                        | X                        |
| Peter Mayhew         | 2008            |                 | Chewbacca                           |                          |                          | X                        |                          |                          | X                        | X                        | X                        |                          | X                        |                          |                          |
| Daniel Logan         | 2009            |                 | Boba Fett                           |                          | X                        |                          |                          |                          |                          |                          |                          |                          |                          |                          |                          |
| Kenneth Colley       | 2010            |                 | Firmus Piett                        |                          |                          |                          |                          |                          |                          | X                        | X                        |                          |                          |                          |                          |
| Julian Glover        | 2010            |                 | Maximilian Veers                    |                          |                          |                          |                          |                          |                          | X                        |                          |                          |                          |                          |                          |
| Jake Lloyd           | 2011            |                 | Anakin Skywalker                    | X                        |                          |                          |                          |                          |                          |                          |                          |                          |                          |                          |                          |
| Paul Blake           | 2012            |                 | Greedo                              |                          |                          |                          |                          |                          | X                        |                          |                          |                          |                          |                          |                          |
| Alan Harris          | 2013            |                 | Bossk                               |                          |                          |                          |                          |                          |                          | X                        | X                        |                          |                          |                          |                          |
| Chris Parsons        | 2013            |                 | 4-LOM                               |                          |                          |                          |                          |                          |                          | X                        |                          |                          |                          |                          |                          |
| Dave Prowse          | 2013            |                 | Dark Vador                          |                          |                          |                          |                          |                          | X                        | X                        | X                        |                          |                          |                          |                          |
| Dermot Crowley       | 2014            |                 | Crix Madine                         |                          |                          |                          |                          |                          |                          |                          | X                        |                          |                          |                          |                          |
| Cathy Munroe         | 2014            |                 | Zuckuss                             |                          |                          |                          |                          |                          |                          | X                        |                          |                          |                          |                          |                          |
| Michael Carter       | 2015            |                 | Bib Fortuna                         |                          |                          |                          |                          |                          |                          |                          | X                        |                          |                          |                          |                          |
| Alan Ruscoe          | 2015            |                 | Bib Fortuna / Plo Koon              | X                        | X                        |                          |                          |                          |                          |                          |                          |                          |                          |                          |                          |
| Tim Rose             | 2015            |                 | Amiral Ackbar                       |                          |                          |                          |                          |                          |                          |                          | X                        |                          | X                        |                          |                          |
| Trevor Butterfield   | 2016            |                 | Bossk / Giran / Blount              |                          |                          |                          |                          |                          |                          | X                        | X                        |                          |                          |                          |                          |
| Hugh Quarshie        | 2016            |                 | Capitaine Panaka                    | X                        |                          |                          |                          |                          |                          |                          |                          |                          |                          |                          |                          |
| Kiran Shah           | 2016            |                 | Ewok / Teedo                        |                          |                          |                          |                          |                          |                          |                          | X                        |                          | X                        |                          |                          |
| Jerome Blake         | 2016            |                 | Mas Amedda / Oppo Rancisis          | X                        | X                        | X                        |                          |                          |                          |                          |                          |                          |                          |                          |                          |
| Samantha Alleyne     | 2017            |                 | Stormtrooper du Premier Ordre       |                          |                          |                          | X                        | X                        |                          |                          |                          |                          | X                        | X                        | X                        |
| Michael Culver       | 2017            |                 | Capitaine Needa                     |                          |                          |                          |                          |                          |                          | X                        |                          |                          |                          |                          |                          |
| Duncan Pow           | 2017            |                 | Sergent Ruescott Melshi             |                          |                          |                          |                          | X                        |                          |                          |                          |                          |                          |                          |                          |
| Simon Williamson     | 2017            |                 | Max Rebo (marionnettiste)           |                          |                          |                          |                          |                          |                          |                          | X                        |                          |                          |                          |                          |
| Gerald Home          | 2018            |                 | Tessek / Officier Mon Calamari      |                          |                          |                          |                          |                          |                          |                          | X                        |                          |                          |                          |                          |
| Caroline Blakiston   | 2018            |                 | Mon Mothma                          |                          |                          |                          |                          |                          |                          |                          | X                        |                          |                          |                          |                          |
| Aidan Cook           | 2018            |                 | Benthic "Two-Tubes"                 |                          |                          |                          |                          | X                        |                          |                          |                          |                          | X                        |                          |                          |
| John Morton          | 2018            |                 | Dak Ralter                          |                          |                          |                          |                          |                          |                          | X                        |                          |                          |                          |                          |                          |
| Orli Shoshan         | 2019            |                 | Shaak Ti                            |                          | X                        | X                        |                          |                          |                          |                          |                          |                          |                          |                          |                          |
| Valene Kane          | 2019            |                 | Lyra Erso                           |                          |                          |                          |                          | X                        |                          |                          |                          |                          |                          |                          |                          |
| Femi Taylor          | 2019            |                 | Twi'lek Oola                        |                          |                          |                          |                          |                          |                          |                          | X                        |                          |                          |                          |                          |
| Bonnie Piesse        | 2019            |                 | Beru Lars                           |                          | X                        | X                        |                          |                          |                          |                          |                          |                          |                          |                          |                          |
| Richard Oldfield     | 2021            |                 | Derek Klivian                       |                          |                          |                          |                          |                          |                          | X                        |                          |                          |                          |                          |                          |
| Mike Quinn           | 2021            |                 | Nien Nunb                           |                          |                          |                          |                          |                          |                          |                          | X                        |                          | X                        | X                        | X                        |
| Angus MacInnes       | 2022            |                 | Jon Vander (pilote « Gold Leader ») |                          |                          |                          |                          |                          | X                        |                          |                          |                          |                          |                          |                          |
| Richard Brake        | 2022            |                 | Valin Hess                          |                          |                          |                          |                          |                          |                          |                          |                          | X                        |                          |                          |                          |
| Silas Carson         | 2022            |                 | Nute Gunray / Ki-Adi-Mundi          | X                        | X                        | X                        |                          |                          |                          |                          |                          |                          |                          |                          |                          |

Interprètes présents en 2015
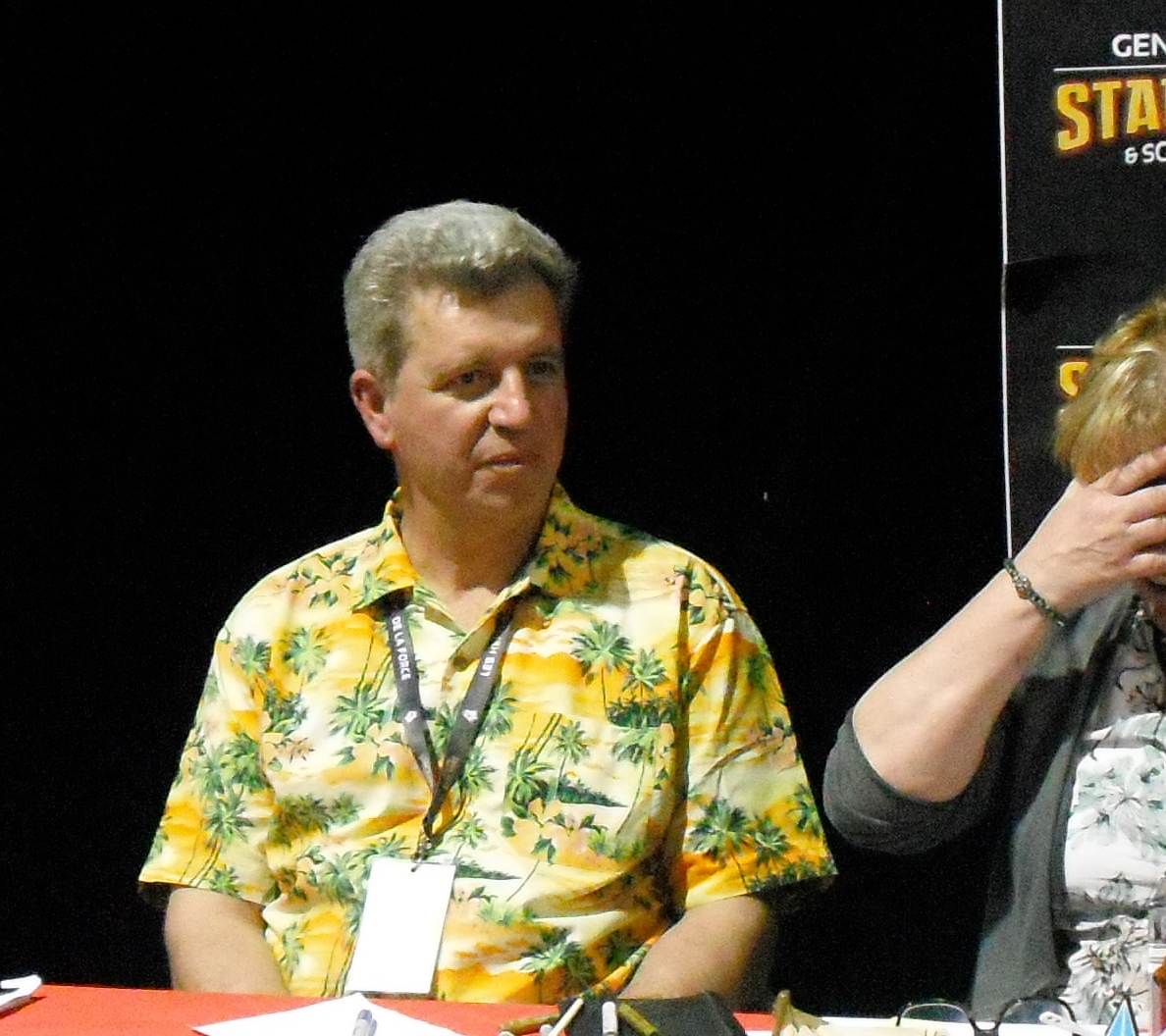
Tim Rose.
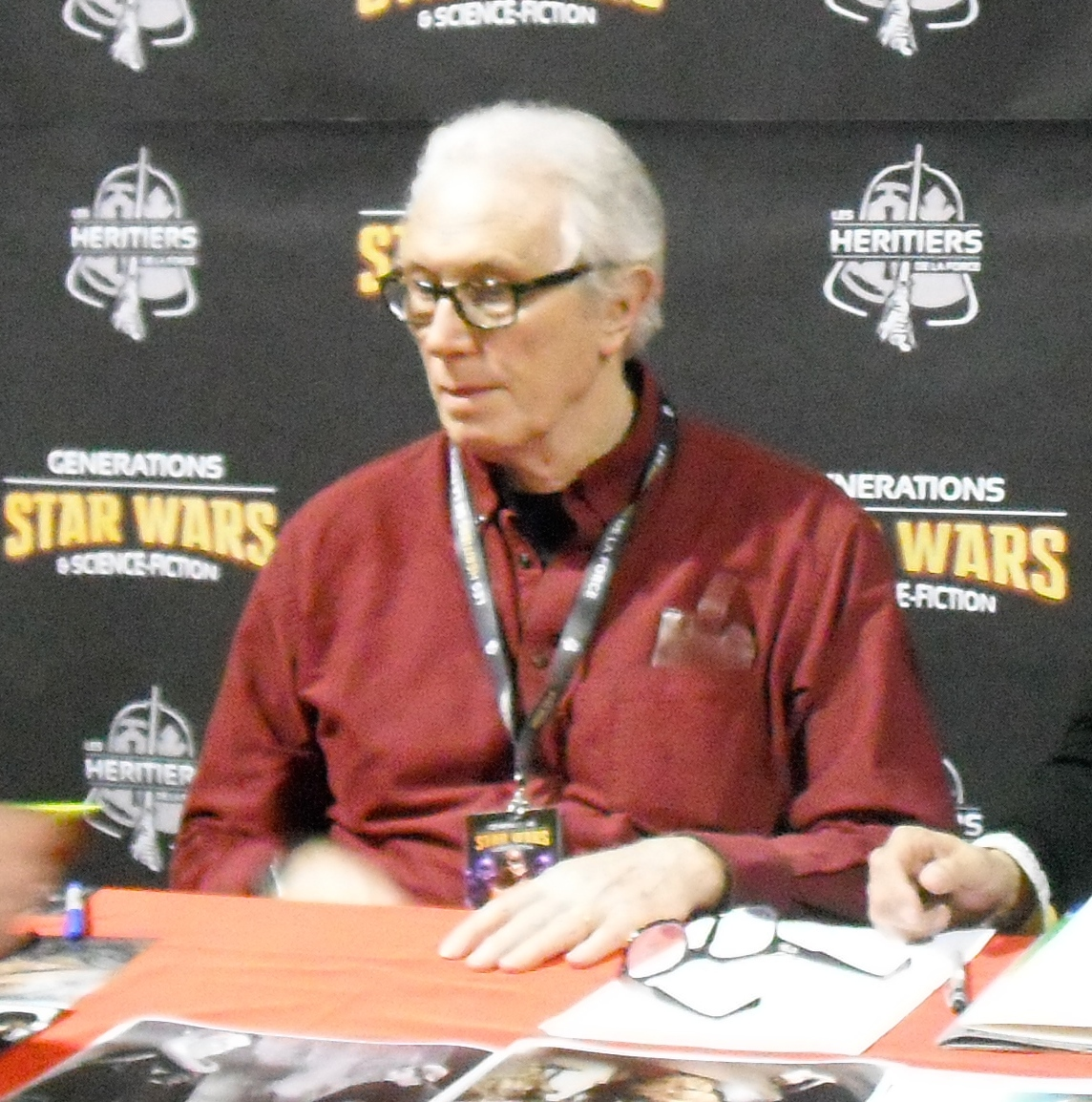
Michael Carter.
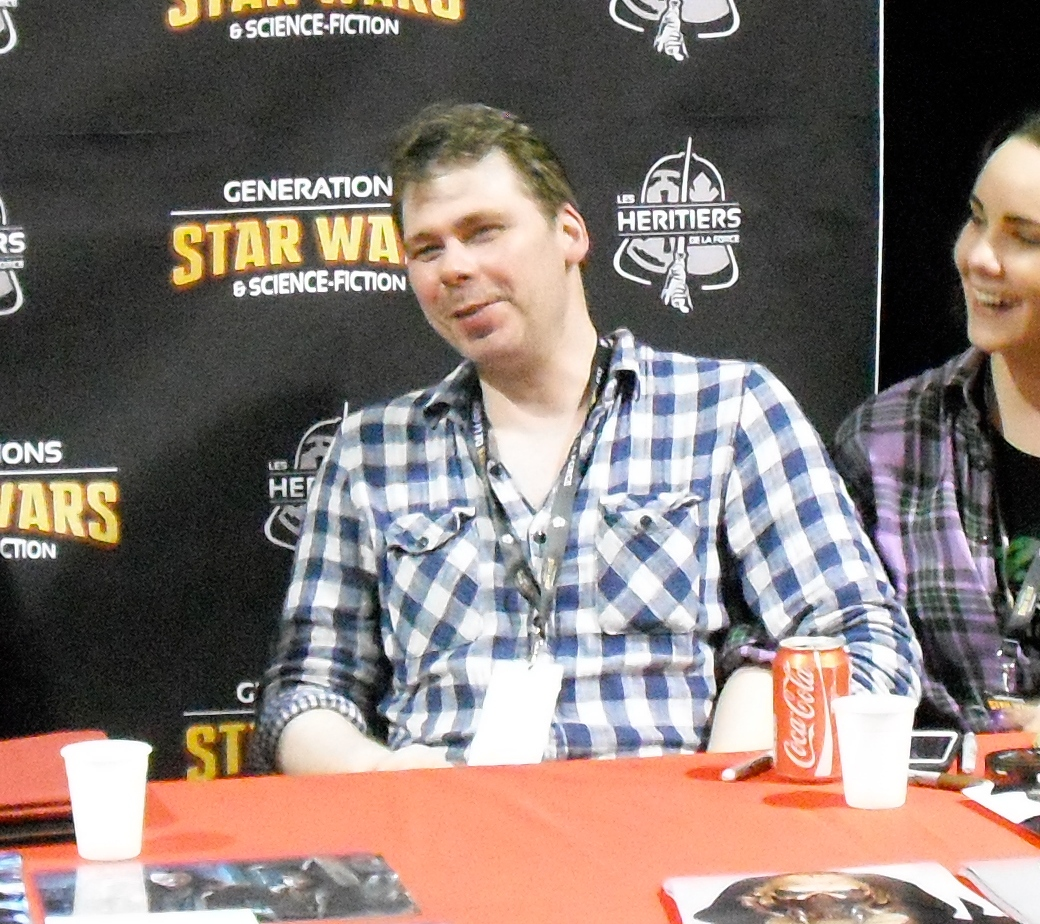
Alan Ruscoe.

#### Dessinateurs de bande dessinée
| Nom                   | Venues à Gen SW | Venues à Gen SW | Principales œuvres                                                                     |
| Nom                   | Première        | Autres          | Principales œuvres                                                                     |
| --------------------- | --------------- | --------------- | -------------------------------------------------------------------------------------- |
| Davide Fabbri         | 2009            |                 | Star Wars: Agent of the Empire, Star Wars: Empire, Star Wars: Infinities               |
| Benjamin Carré        | 2010            |                 | Star Wars: Dark Times, Star Wars : Chevaliers de l'ancienne République, Smoke city     |
| Thomas Frisano        | 2010            | 2011, 2013      | Relations Publiques, auteur de nombreuses couvertures pour les éditions Lug            |
| Jérôme Alquié         | 2011            |                 | Surnaturels                                                                            |
| Doug Wheatley         | 2011            |                 | Star Wars: Dark Times, Star Wars: Empire, Aliens: Apocalypse                           |
| Stéphane Créty        | 2012            |                 | Star Wars: Agent of the Empire, Star Wars, Acriboréa                                   |
| Christophe Hénin      | 2012 à 2016     | 2012 à 2016     | Le Garde Républicain                                                                   |
| Julien Hugonnard-Bert | 2012            | 2014            | Star Wars: Agent of the Empire, Star Wars, Injustice : Les dieux sont parmi nous       |
| Thierry Vivien        | 2012            | 2013            | La guerre du retour contre attaque                                                     |
| Patrick Biesse        | 2013 à 2016     | 2013 à 2016     |                                                                                        |
| Tom Palmer            | 2013            |                 | Star Wars: Comics Collector, diverses productions des franchises X-Men et The Avengers |
| Simon Caruso          | 2014            |                 | Projet Bermuda                                                                         |
| Tomás Giorello        | 2014            |                 | Star Wars: X-Wing Rogue Squadron, Star Wars: Empire, Conan                             |
| Guillaume Griffon     | 2014            | 2015            | Billy Wild, Apocalypse sur Carson City                                                 |
| Elsa Charretier       | 2015            |                 | C.O.W.L., Æternum Vale, Le Garde Républicain                                           |
| Sébastien Grenier     | 2015            |                 | Arawn                                                                                  |
| Stéphane Roux         | 2015            |                 | Star Wars: Agent of the Empire, Harley Quinn, Witchblade: Blood Oath                   |
| Mathieu Thonon        | 2015            | 2016            | Brane Zéro                                                                             |
| Nicolas Fructus       | 2016            |                 | Kadath, Thorinth, Showman Killer                                                       |
| Mathieu Moreau        | 2016            |                 | Le Cycle de Nibiru                                                                     |
| Sabine Rich           | 2016            |                 | Ancient Dreams, Theory of Magic                                                        |

#### Autres invités
| Nom                         | Venues à Gen SW | Venues à Gen SW | Raison |
| Nom                         | Première        | Autres          | Raison |
| --------------------------- | --------------- | --------------- | --- |
| Fabrice Labrousse           | 2007            |                 | Auteur de Il était une fois La Guerre des étoiles / La galaxie de George Lucas.                                                                                 |
| Francis Schall              | 2007            |                 | Auteur de Il était une fois La Guerre des étoiles / La galaxie de George Lucas.                                                                                 |
| Cédric Delsaux              | 2009            | 2012            | Photographe et auteur de Dark Lens. |
| Thierry Mornet              | 2009 à 2016,    | 2009 à 2016,    | Responsable des éditions comics des éditions Delcourt et scénariste de bande dessinée de la série Le Garde Républicain.                                         |
| Steve Sansweet              | 2011            |                 | Director of Content Management and Head of Fan Relations de Lucasfilm Ltd et auteur de plusieurs livres sur Star Wars dont The Complete Star Wars Encyclopedia. |
| Nick Gillard                | 2012            |                 | Coordinateur des cascades sur la Prélogie. |
| Stéfan Ledu                 | 2012            |                 | Photographe auteur du blog Stormtroopers 365. |
| Stéphane Faucourt           | 2014            | 2016            | Spécialiste des produits dérivés Star Wars et auteur de La French Touch.                                                                                        |
| Patrice Girod               | 2014            |                 | Rédacteur en chef du Lucasfilm Magazine. |
| Sébastien « Kosept » Lasnon | 2014            |                 | Graphiste, illustrateur et sculpteur. |
| Pierrick Colinet            | 2015            |                 | Scénariste de bande dessinée (Æternum Vale, Le Garde Républicain).                                                                                              |
| Jean-Pierre Fontana         | 2015            |                 | Écrivain et spécialiste de la science-fiction. |
| Guillaume Orsat             | 2015            |                 | Comédien de doublage (La Momie, Star Trek : Nemesis, Le Trône de fer).                                                                                          |
| Alice Orsat                 | 2015            |                 | Comédienne de doublage (Le Trône de fer). |
| Jean-Luc Sala               | 2016            |                 | Scénariste de bande dessinée (Cross Fire, Kookaburra Universe).                                                                                                 |

Les éditeurs Thierry Mornet de Delcourt et Aurélien Vivès de Panini en 2015
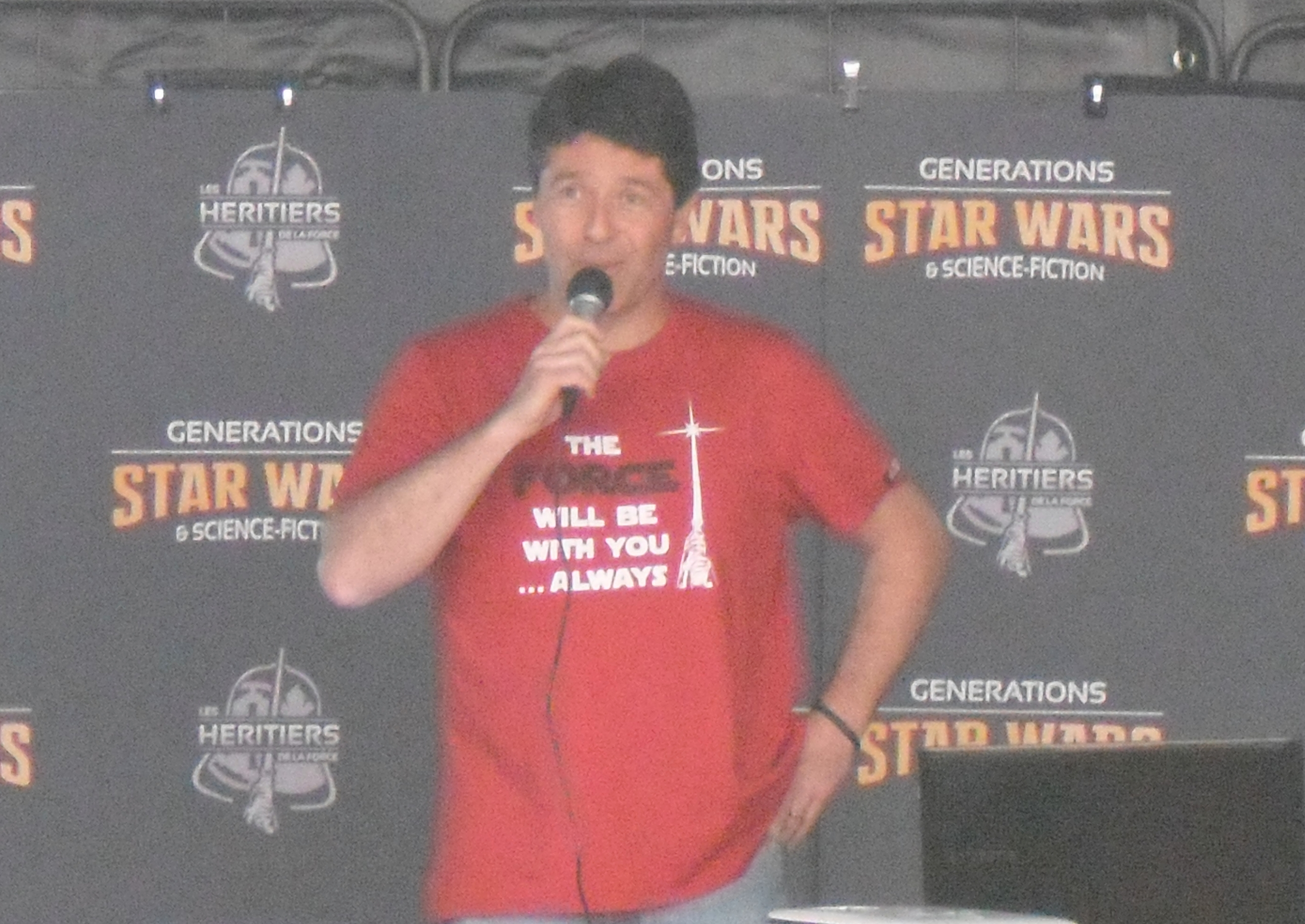
Thierry Mornet.
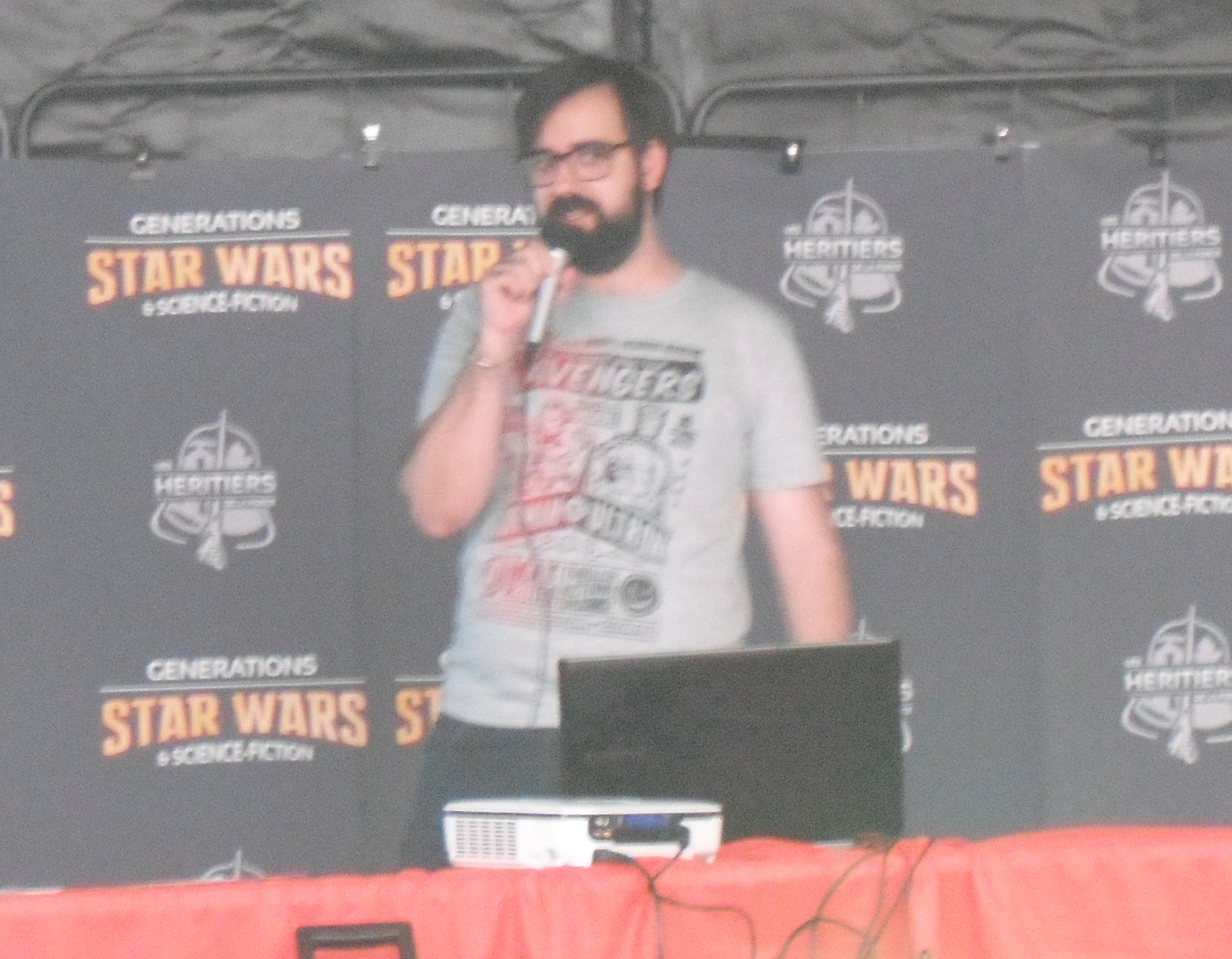
Aurélien Vivès.

## Détails de la manifestation

### Activités
Le public a l'occasion de rencontrer les interprètes et les artistes, d'échanger avec eux, d'obtenir des dédicaces ou de se prendre en photo en leur compagnie. Des expositions d'objets de collection, des dioramas et des boutiques de produits dérivés sont également présentes. Les associations invitées tiennent des stands et présentent leurs activités et leurs réalisations. Une porte des étoiles issue de l'univers Stargate et un chasseur Jedi, tous deux à l'échelle 1/1 sont les créations les plus notables.
Les animations comprennent des concours de costumes, des quiz de connaissances sur l'univers Star Wars, une loterie, un concours de fan art ou encore des séances des questions-réponses entre les invités et le public. Des lots sont distribués aux vainqueurs des différents concours. Depuis l'édition 2011, des conférences sont également organisées. La plupart des animations avaient lieu dans une salle spéciale de l'espace Chambon, la salle Isadora Duncan, jusqu'à ce qu'un barnum extérieur soit ajouté pour les abriter.
De nombreux participants viennent costumés, principalement en personnages de Star Wars mais également d'autres univers fantastiques comme Stargate, Harry Potter, Star Trek ou V,. Cette ambiance un peu décalée où l'on peut, au détour d'une allée, tomber nez à nez avec Dark Vador ou un Jedi participe au succès de la manifestation. En 2003, Générations Star Wars a également accueilli le championnat de France du jeu de cartes à collectionner Star Wars. En 2011 et 2012, un tournoi du jeu de figurines Star Wars Miniatures a été organisé en marge de la manifestation.

Quelques Cosplay de 2014 et 2015
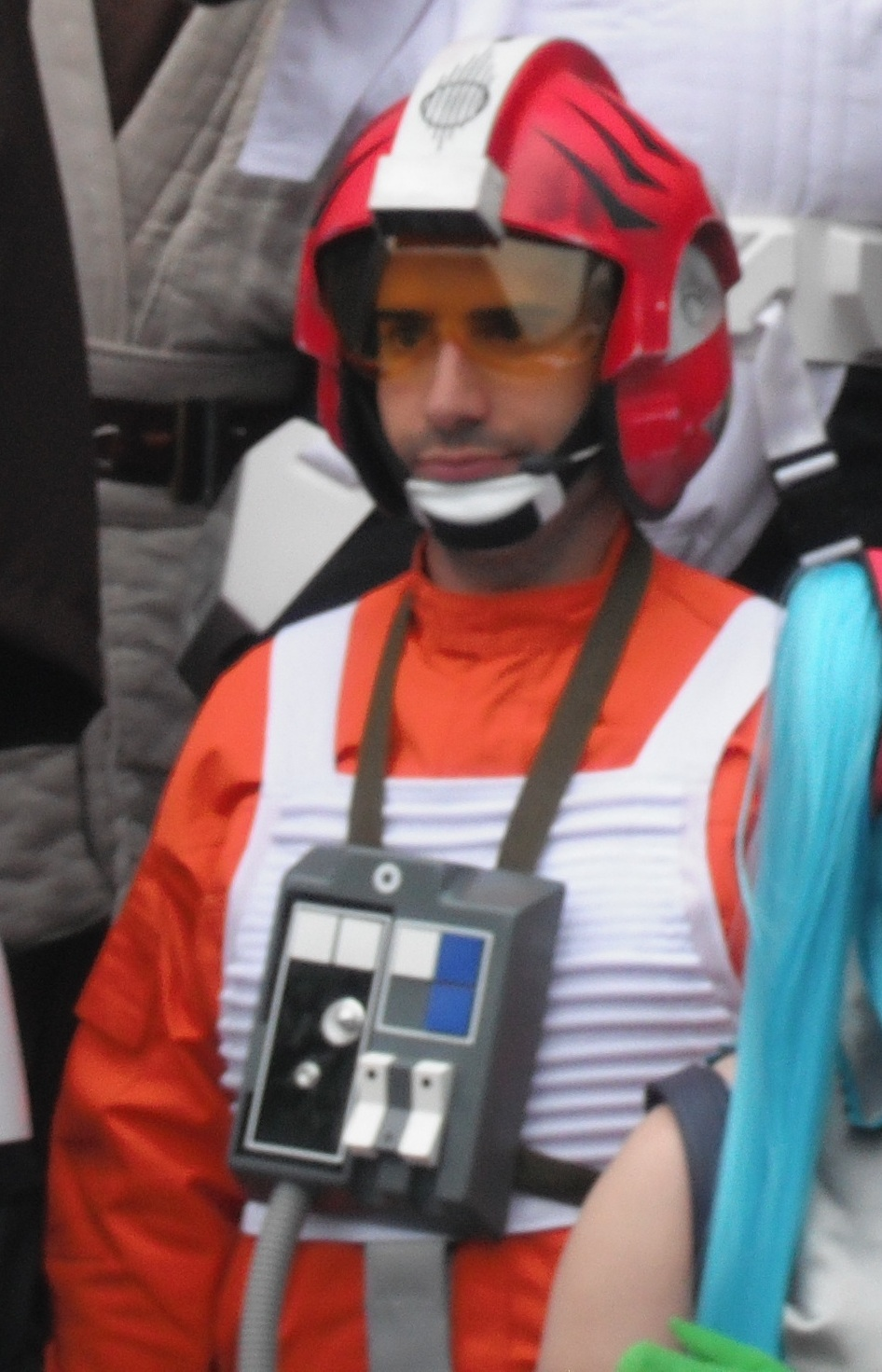
Un pilote rebelle en 2014.
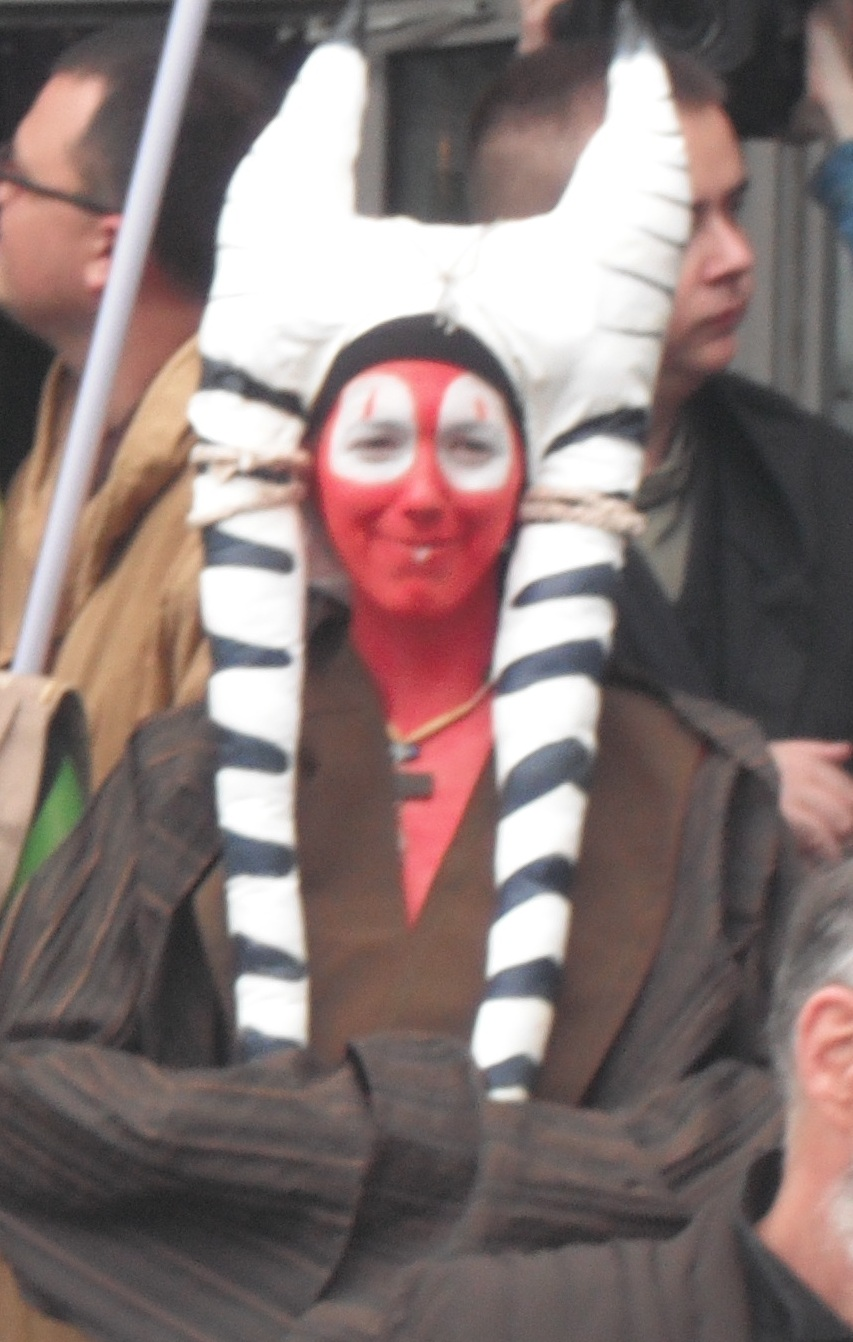
Shaak Ti en 2014.
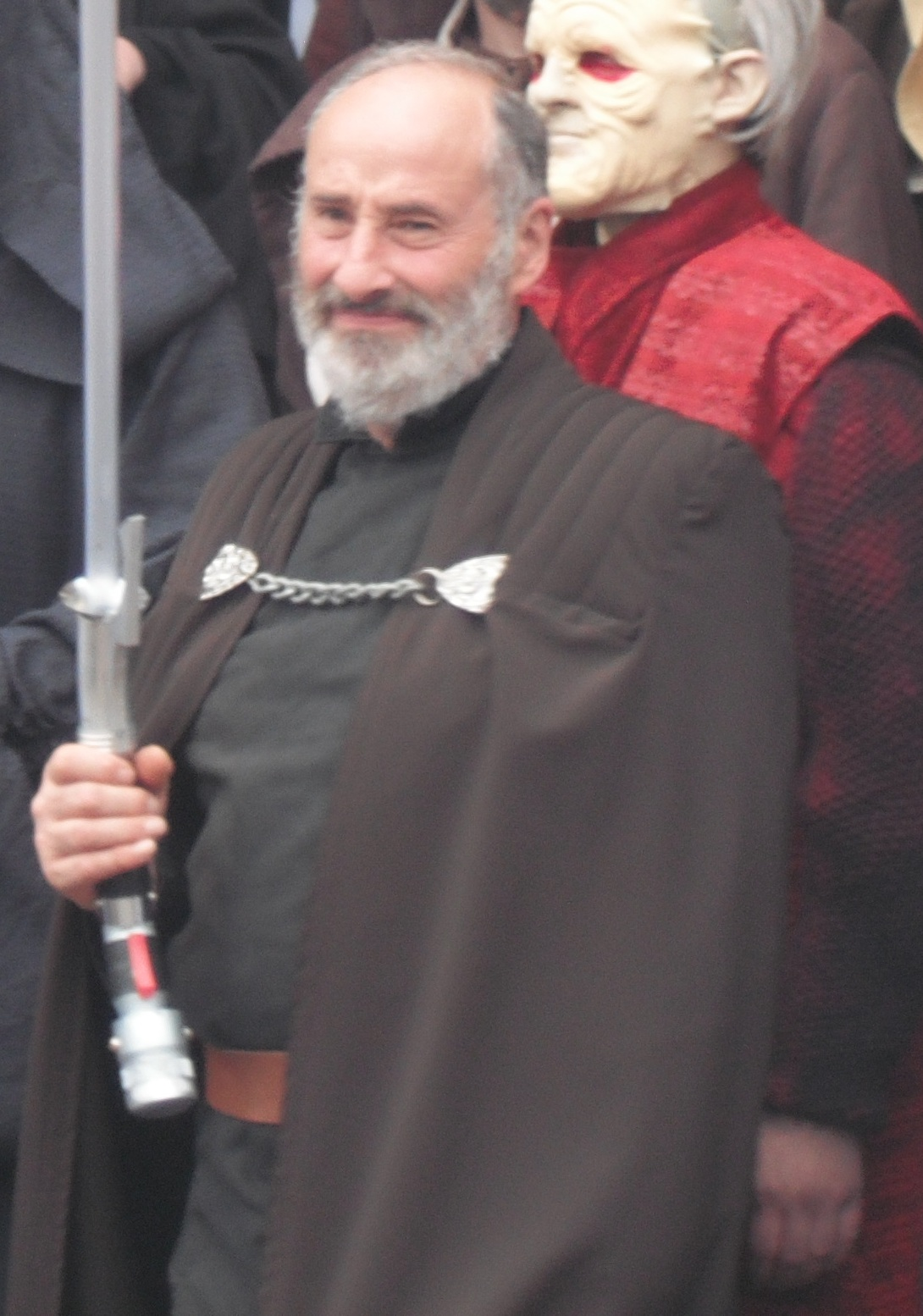
Comte Dooku en 2014.
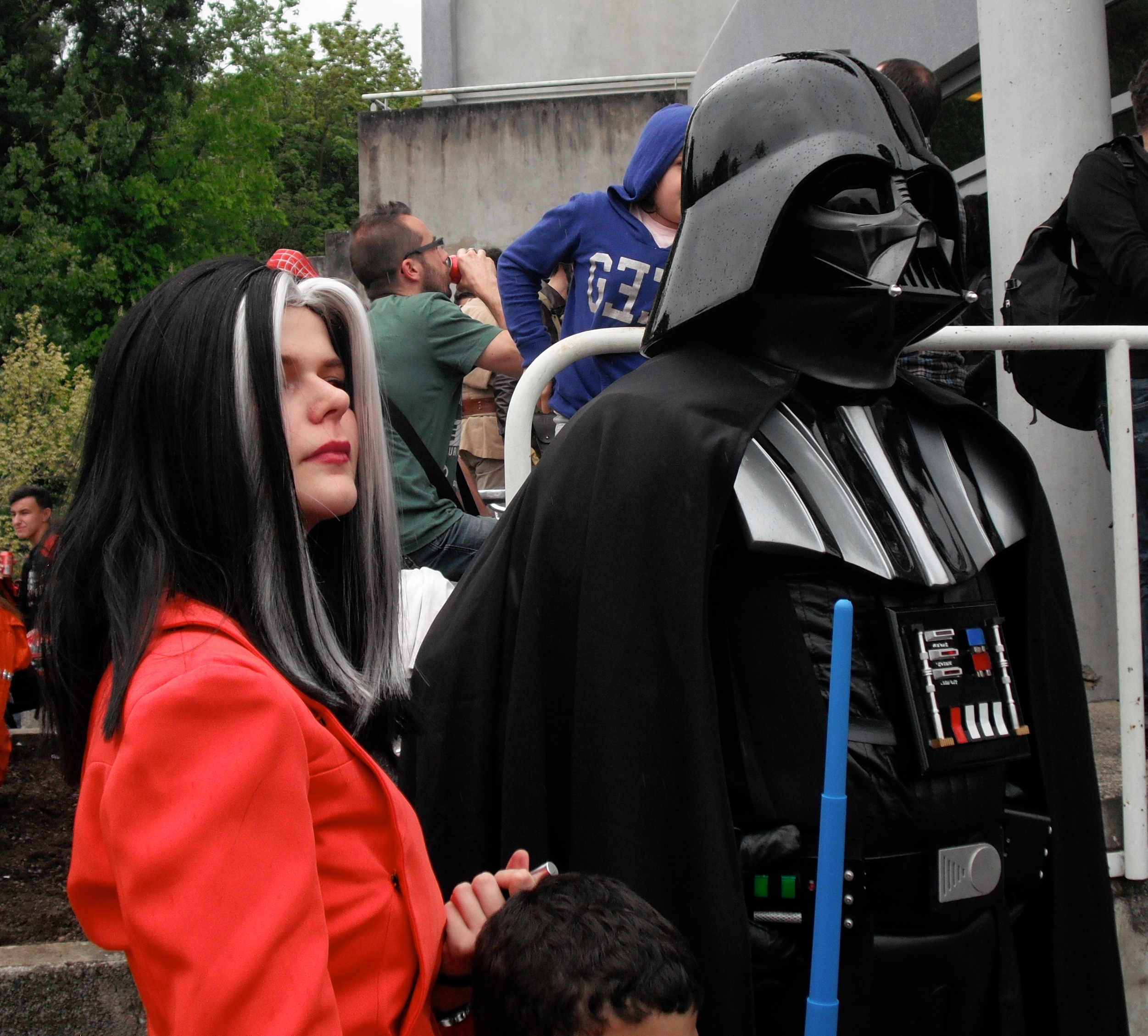
Dark Vador et Ysanne Isard en 2015.

### Affiche
La notoriété de la convention vient en partie de ses affiches, réalisées par l'artiste vichyssois, Greg Massonneau,. Lauréat d'un prix du Salon des Jeunes Inventeurs et Créateurs en 2007 et sujet d'une exposition au centre culturel Valery Larbaud de Vichy en 2011, Massonneau crée chaque année une affiche sur laquelle plusieurs personnages et vaisseaux de la saga sont représentés sur un fond le plus souvent dans les tons bleus-violets typiques de la science-fiction. La constante est la présence de Dark Vador dont le casque est devenu l'un des emblèmes de l'association Les Héritiers de la Force, apparaissant même sur son logo.

### Partenariats
Plusieurs entreprises éditrices d'objets sous licence Star Wars supportent la manifestation en fournissant des lots ou des pièces d'exposition. Ainsi, les éditeurs Nathan et Delcourt, les fabricants de jouets Lego et Hasbro, le fabricant de carte à collectionner Topps et le concepteur de statues en résine Attakus ont été des partenaires de Générations Star Wars. Lego France a notamment prêté à plusieurs reprises des statues en brique tailles réelles et Attakus a présenté plusieurs prototypes de buste et statuette en 2011.

Réalisation en Lego de l'association Free Lug en 2015
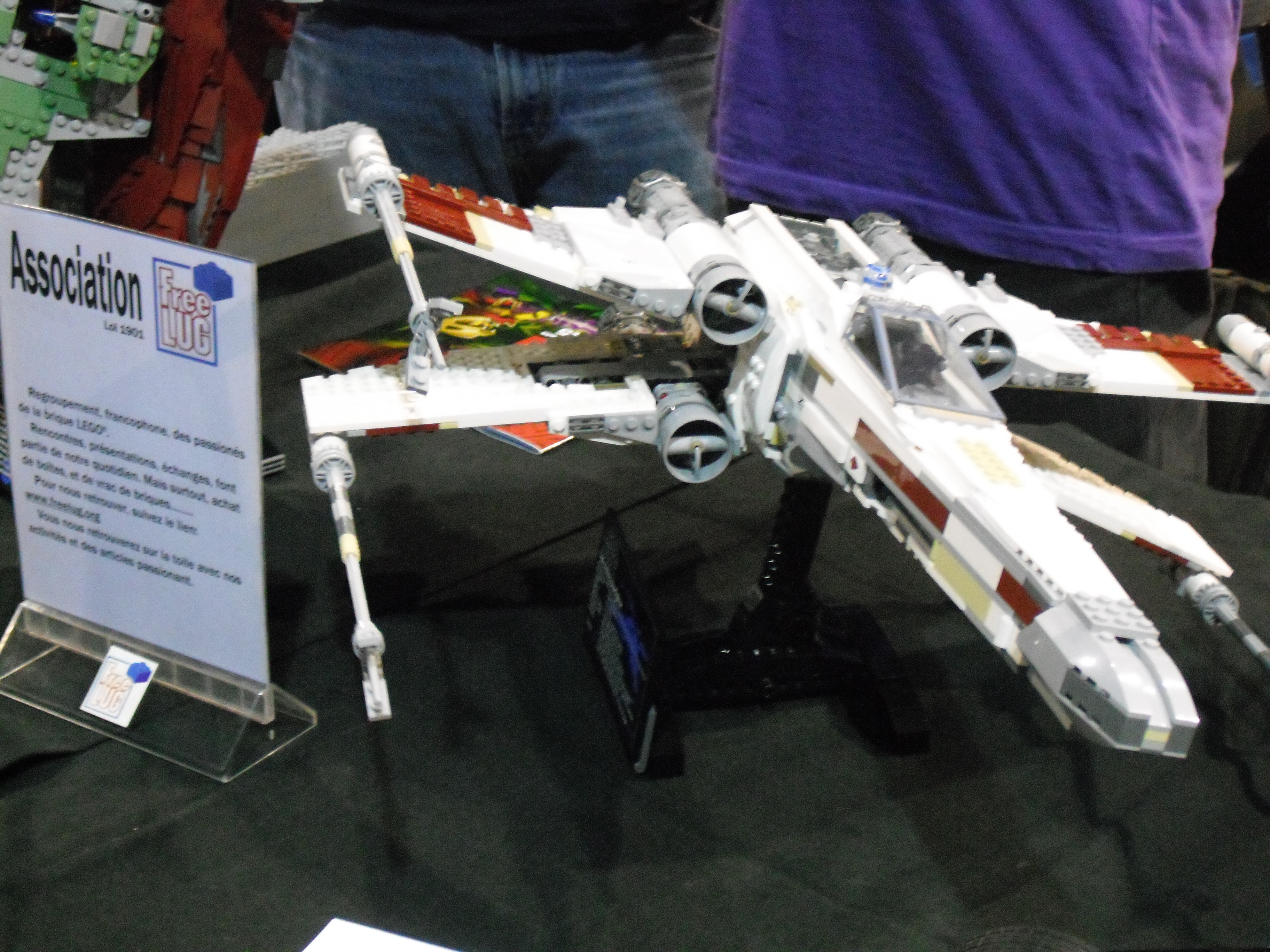
Un X-wing.

### Actions caritatives
Depuis 2013, une collecte de fonds a lieu lors de la convention au profit du service pédiatrie de l'hôpital de Vichy. En 2013 et 2014, elle a pris la forme d'une vente aux enchères d'illustrations originales d'artistes invités à la manifestation, par exemple Davide Fabbri. En 2015, c'est une vente de produits dérivés qui a été organisée.

### Couverture médiatique
Confidentiel à ses débuts, l'évènement a rapidement eu droit à une couverture par les médias locaux comme La Montagne ou France 3 Auvergne. C'est en 2013, avec la venue de David Prowse l’interprète du personnage de Dark Vador, qu'il obtient un retentissement national avec notamment un reportage de TF1 et des articles sur les sites de quotidiens nationaux comme Le Parisien. En 2014, la tenue de la convention durant le Star Wars Day a également été largement couverte.

## Organisateurs
La manifestation est organisée par Les Héritiers de la Force. Cette association loi de 1901 dont le siège social se trouve à Cusset regroupe des fans de Star Wars qui viennent essentiellement des bassins de Vichy, Clermont-Ferrand et Roanne. Sa principale activité est d'organiser Générations Star Wars et Science Fiction mais elle participe également à d'autres conventions et à des animations costumées dans l'Allier. Si de nombreux membres pratiquent le cosplay, posséder un costume n'est pas un critère pour l'admission et Les Héritiers de la Force ne sont donc pas une association costumée au sens strict du terme, contrairement à des groupes comme la 501e légion.
La création officielle de l'association a été enregistrée le 13 décembre 1999, quelques mois après la première édition de la convention. Son président était depuis la création Salime Terchag,. Il a été remplacé en 2015 par Philippe Grenier. L’association et donc la manifestation sont soutenues depuis leurs débuts par le conseil départemental de l'Allier et la ville de Cusset.
Depuis plusieurs années, Les Héritiers de la Force organisent des actions caritatives au profit des enfants malades. Outre des récoltes de fonds durant la convention, des visites de membres costumés dans les hôpitaux, intitulées Ateliers Marabu, ont été organisées à plusieurs reprises.